# Mesochorus calidus
Mesochorus calidus är en stekelart som beskrevs av Schwenke 1999. Mesochorus calidus ingår i släktet Mesochorus och familjen brokparasitsteklar. Inga underarter finns listade i Catalogue of Life.